# Juez Holden

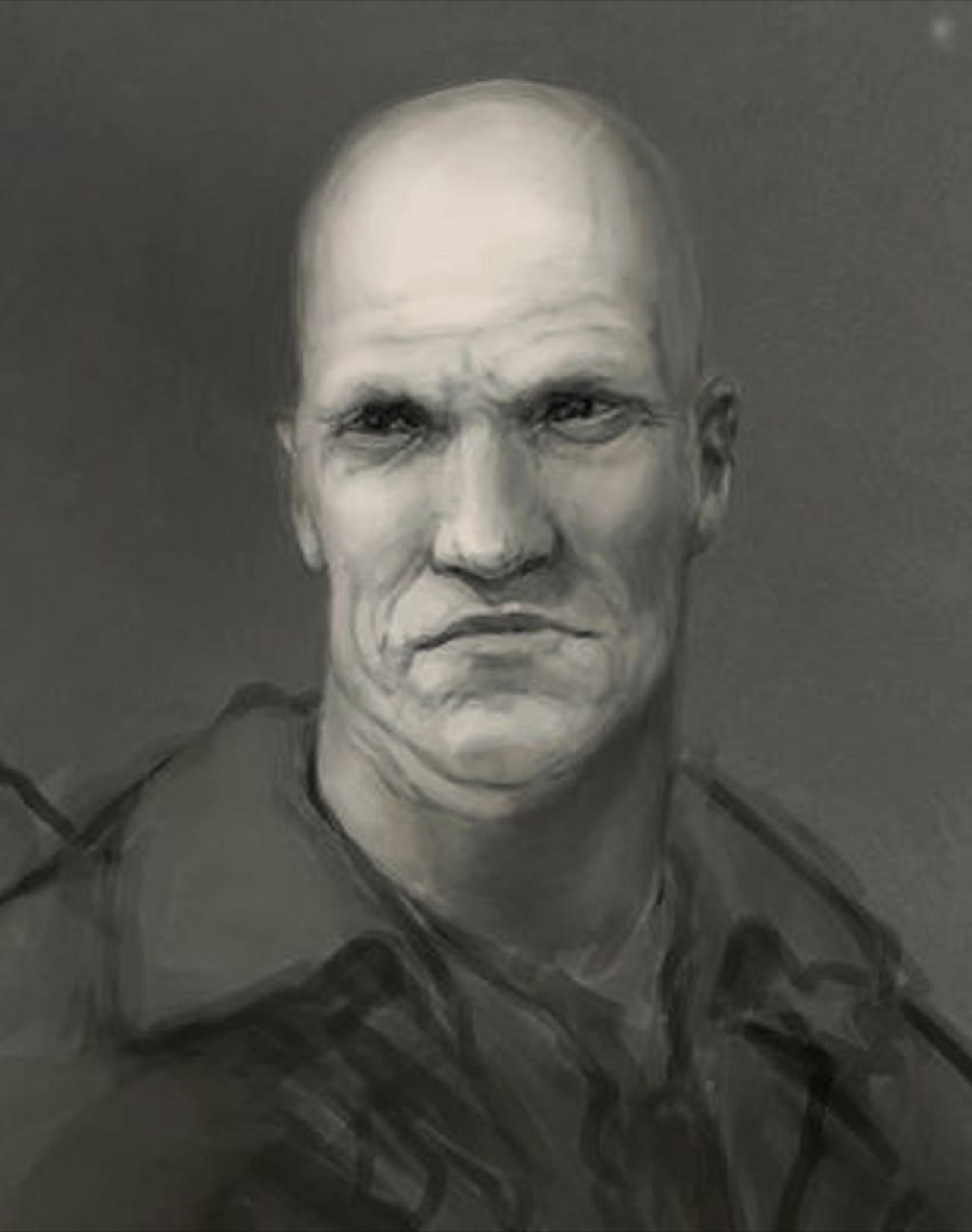
Ilustración de Holden basada en la descripción dada en Meridiano de Sangre.

El Juez Holden fue, supuestamente, un asesino asociado con John Joel Glanton, líder de la pandilla Glanton, como un "cazador de cabelleras" profesional de mediados del siglo XIX. Hasta la fecha, la única fuente que hay de la existencia de Holden es la autobiografía de Samuel Chamberlain, My Confession: Recollections of a Rogue. Chamberlain describió a Holden como el más despiadado de la banda de Glanton y una persona inteligente, bien versada y físicamente grande. 
Su nombre se popularizó al ser usado por Cormac McCarthy para el antagonista de la novela Meridiano de Sangre (1985). El juez Holden ha sido descrito como «quizás el personaje más inquietante de toda la literatura estadounidense».

## Juez Holden enMeridiano de Sangre
El Holden ficticio es una figura central en la novela Meridiano de sangre de Cormac McCarthy. En la novela, él y Glanton son los líderes del grupo de criminales nómadas que roban, violan, torturan y asesinan a lo largo de la frontera entre Texas y México.
Se le describe como un hombre de siete pies de alto (2.13 m) y sin vello corporal. Un estudio de la novela reporta que Holden es un hombre "violento, sin escrúpulos y que da miedo." A lo largo de la novela, asesina a mucha gente, incluyendo niños.
En 2002, Book Magazine otorgó a Holden, en su personificación en Meridiano de Sangre, el lugar 43 de los mejores personajes de ficción desde 1900.
En su representación en Meridiano de Sangre, Holden es una figura misteriosa, un asesino a sangre fría. 
Aparte de asesinar niños, es visto atrayendo niños con dulces, los mismos que desaparecen cuando él está en los alrededores. Más adelante, en un punto de la novela, es visto con una niña de 12 años desnuda en su cuarto. 
Holden muestra un amplio conocimiento en paleontología, arqueología, lingüística, derecho, dibujo técnico, geología, química, prestidigitación y filosofía, por nombrar algunas ramas de estudio. 
Es muy alto, ancho y extremadamente fuerte, capaz de sostener y blandir un cañón Howitzer como si fuera un arma regular.
Su piel es tan pálida que parece que no tuviera pigmento. Es lampiño, no tiene cejas ni pestañas. Su extraña apariencia, así como sus agudos y extremadamente rápidos reflejos, fuerza, aparente inmunidad a dormir y envejecer y otras habilidades, apuntan a que es algo más que un ser humano ordinario.
En las últimas páginas de la novela, McCarthy hace una referencia directa a que el Juez es una entidad sobrenatural, o hasta un concepto personificado.  

### Debate académico
En su ensayo "Gravers False and True: Blood Meridian as Gnostic Tragedy", el profesor de literatura Leo Daugherty argumenta que el Holden de McCarthy es, o por lo menos personifica, a un gnóstico magistrado de la antigua Atenas, una especie de demonio. Harold Bloom declaró que el Holden de McCarthy es "la figura más terrorífica de toda la literatura americana" y comparado favorablemente con Iago de Shakespeare.